# Slovenija na Svetovnem prvenstvu v hokeju na ledu 2011
Slovenija na Svetovnem prvenstvu v hokeju na ledu 2011 A, ki je potekalo med 29. aprilom in 15. majem 2011 v Košicah na Slovaškem. Slovenska reprezentanca je bila z dvema porazoma po rednem delu in enem po kazenskih strelih uvrščena v skupino za obstanek, kjer je z zmago in dvema porazoma osvojila četrto mesto, skupno pa šestnajsto mesto na turnirju, s čimer je izpadla iz elitne divizije svetovnega hokeja.

## Postava
| Pol. | Št. | Hokejist            | Starost (rojstni dan)       | Klub                       |
| ---- | --- | ------------------- | --------------------------- | -------------------------- |
| GK   | 1   | Andrej Hočevar      | 26 let (21. november 1984)  | SG Pontebba                |
| GK   | 33  | Robert Kristan      | 27 let (4. april 1984)      | KHL Medveščak Zagreb       |
| GK   | 69  | Matija Pintarič     | 21 let (11. avgust 1989)    | HDD Tilia Olimpija         |
| D    | 4   | Andrej Tavželj      | 27 let (14. marec 1984)     | SG Pontebba                |
| D    | 15  | Blaž Gregorc        | 21 let (18. januar 1990)    | Södertälje SK              |
| D    | 17  | Žiga Pavlin         | 25 let (30. april 1985)     | HDD Tilia Olimpija         |
| D    | 18  | Greg Kužnik         | 32 let (12. junij 1978)     | EC VSV                     |
| D    | 21  | Klemen Pretnar      | 24 let (31. avgust 1986)    | HK Acroni Jesenice         |
| D    | 23  | Damjan Dervarič     | 29 let (6. februar 1982)    | HDD Tilia Olimpija         |
| D    | 28  | Aleš Kranjc         | 29 let (29. julij 1981)     | Alba Volán Székesfehérvár  |
| D    | 51  | Mitja Robar         | 28 let (4. januar 1983)     | HK Acroni Jesenice         |
| D    | 86  | Sabahudin Kovačevič | 25 let (26. februar 1986)   | Alleghe Hockey             |
| F    | 8   | Žiga Jeglič         | 23 let (24. februar 1988)   | HK Acroni Jesenice         |
| F    | 9   | Tomaž Razingar (C)  | 32 let (25. april 1979)     | EC VSV                     |
| F    | 10  | Mitja Šivic         | 31 let (1. oktober 1979)    | Brûleurs de Loups          |
| F    | 12  | David Rodman        | 27 let (10. september 1983) | Vienna Capitals            |
| F    | 14  | Matej Hočevar       | 28 let (30. april 1982)     | HDD Tilia Olimpija         |
| F    | 19  | Žiga Pance          | 22 let (1. januar 1989)     | HDD Tilia Olimpija         |
| F    | 22  | Marcel Rodman       | 29 let (25. september 1981) | Vienna Capitals            |
| F    | 24  | Rok Tičar           | 21 let (3. maj 1989)        | HK Acroni Jesenice         |
| F    | 26  | Jaka Ankerst        | 22 let (27. marec 1989)     | Diables Rouges de Briançon |
| F    | 55  | Robert Sabolič      | 22 let (11. september 1988) | HK Acroni Jesenice         |
| F    | 71  | Boštjan Goličič     | 21 let (12. junij 1989)     | HDD Tilia Olimpija         |
| F    | 76  | Rok Pajič           | 25 let (26. september 1985) | HC Slovan Ústečtí Lvi      |
| F    | 84  | Andrej Hebar        | 26 let (7. september 1984)  | HDD Tilia Olimpija         |

- Selektor: Matjaž Kopitar

## Tekme

### Predtekmovanje
| 29. april 2011 | Slovaška | 3–1 | Slovenija | Orange Arena, Bratislava |

| Poročilo tekme | Poročilo tekme                                                                                      | Poročilo tekme  | Poročilo tekme                                  | Poročilo tekme                                                |
| -------------- | --------------------------------------------------------------------------------------------------- | --------------- | ----------------------------------------------- | ------------------------------------------------------------- |
| Začetek: 20:15 | M. Šatan (T. Surový) – 35:16 P. Podhradský (R. Zedník, T. Surový) – 47:03 Ľ. Bartečko (ENG) – 59:52 | (0–0, 1–1, 2–0) | 22:37 – A. Kranjc (G. Kužnik, T. Razingar) (PP) | Gledalci: 9,248 Sodnika: Danny Kurmann Sodnika: Thomas Sterns |

| 1. maj 2011 | Rusija | 6–4 | Slovenija | Orange Arena, Bratislava |

| Poročilo tekme | Poročilo tekme | Poročilo tekme  | Poročilo tekme | Poročilo tekme                                                |
| -------------- | --- | --------------- | --- | ------------------------------------------------------------- |
| Začetek: 16:15 | V. Atjušov (I. Kovalčuk, A. Radulov) (PP) – 04:22 M. Afinogenov (K. Kornejev) – 35:41 D. Kulikov (A. Kaigorodov) – 46:15 J. Artjuhin (M. Afinogenov, A. Kajgorodov) – 46:53 A. Radulov (I. Kovalčuk, K. Gorovikov) – 56:19 S. Zinovjev (D. Zaripov) – 59:22 | (1–0, 1–1, 4–3) | 29:15 – A. Hebar (B. Gregorc) 42:49 – B. Goličič (M. Šivic, M. Hočevar) 47:21 – B. Goličič (D. Rodman) 51:28 – R. Pajič (A. Tavželj) | Gledalci: 9,090 Sodnika: Danny Kurmann Sodnika: Sören Persson |

| 3. maj 2011 | Slovenija | 2–3 (KS) | Nemčija | Orange Arena, Bratislava |

| Poročilo tekme | Poročilo tekme | Poročilo tekme                     | Poročilo tekme | Poročilo tekme                                                       |
| -------------- | --- | ---------------------------------- | --- | -------------------------------------------------------------------- |
| Začetek: 16:15 | Z. Jeglič (R. Sabolič, M. Robar) – 04:09 R. Tičar (R. Sabolič) – 28:33 R. Tičar Ž. Jeglič R. Pajič D. Rodman R. Sabolič D. Rodman M. Rodman Ž. Jeglič | (1–0, 1–1, 0–1) (P: 0–0) (KS: 0–1) | 35:19 – M. Wolf (A. Rankel, K. Hospelt) (PP) 45:32 – F. Schütz (J. Krueger, P. Gogulla) T. Greilinger C. Ullmann M. Wolf P. Reimer P. Reimer D. Kreutzer M. Müller F. Hördler | Gledalci: 8,010 Sodnika: Vladimír Baluška Sodnika: Konstantin Olenin |

### Skupina za obstanek
| 5. maj 2011 | Slovenija | 5–2 | Latvija | Orange Arena, Bratislava |

| Poročilo tekme | Poročilo tekme | Poročilo tekme  | Poročilo tekme                                                                           | Poročilo tekme                                                   |
| -------------- | --- | --------------- | ---------------------------------------------------------------------------------------- | ---------------------------------------------------------------- |
| Začetek: 16:15 | R. Tičar (Z. Jeglič, M. Robar) (PP) – 27:59 T. Razingar (M. Rodman, D. Rodman) – 33:55 T. Razingar (M. Rodman, D. Rodman) – 39:11 R. Tičar (R. Sabolič) – 40:54 R. Pajič (B. Goličič) – 41:27 | (0–0, 3–0, 2–2) | 51:33 – M. Cipulis (J. Rēdlihs, J. Andersons) 59:59 – R. Bukarts (K. Sotnieks, G. Meija) | Gledalci: 7,467 Sodnika: Christer Lärking Sodnika: Thomas Sterns |

| 7. maj 2011 | Avstrija | 3–2 | Slovenija | Orange Arena, Bratislava |

| Poročilo tekme | Poročilo tekme | Poročilo tekme  | Poročilo tekme                                                                        | Poročilo tekme                                                       |
| -------------- | --- | --------------- | ------------------------------------------------------------------------------------- | -------------------------------------------------------------------- |
| Začetek: 12:15 | G. Unterluggauer (T. Raffl, T. Koch) – 19:03 T. Raffl (M. Peintner, M. Trattnig) – 24:15 R. Rotter (P. Lukas) – 45:52 | (1–0, 1–2, 1–0) | 36:30 – T. Razingar (D. Rodman, M. Rodman) 39:41 – D. Rodman (B. Gregorc, R. Kristan) | Gledalci: 9,033 Sodnika: Christer Lärking Sodnika: Konstantin Olenin |

| 8. maj 2011 | Slovenija | 1–7 | Belorusija | Orange Arena, Bratislava |

| Poročilo tekme | Poročilo tekme                          | Poročilo tekme  | Poročilo tekme | Poročilo tekme                                                 |
| -------------- | --------------------------------------- | --------------- | --- | -------------------------------------------------------------- |
| Začetek: 20:15 | 31:51 – R. Sabolič (R. Pajič, Ž Jeglič) | (0–2, 1–3, 0–2) | 06:02 – S. Demagin (M. Grabovski, D. Meleško) 07:23 – A. Kosticin (J. Koviršin, A. Kulakov) 28:21 – A. Stepanov (A. Kitarov, A. Kosticin) (PP2) 35:52 – A. Mihalev (A. Ugarov, V. Denisov) 37:13 – A. Kosticin (A. Stepanov, A. Demkov) (PP) 55:07 – A. Mikalev (D. Korobov) (SH) 56:13 – A. Mikalev (M. Grabovski, D. Korobov) (PP) | Gledalci: 8,708 Sodnika: Darcy Burchell Sodnika: Sören Persson |

## Statistika igralcev

### Vratarji
| #  | Vratar          | OT | OTI | OMIN | PG | PGT  | OUS   | KM |
| -- | --------------- | -- | --- | ---- | -- | ---- | ----- | -- |
| 1  | Andrej Hočevar  | 6  | 2   | 80   | 8  | 4,00 | 77,14 | 0  |
| 33 | Robert Kristan  | 6  | 5   | 284  | 15 | 3,0  | 92,57 | 2  |
| 69 | Matija Pintarič | 0  | 0   | 0    | 0  | -    | -     | 0  |

### Drsalci
| #  | Hokejist            | OT | DG | DP | TOČ | KM | +/- | ZG | GIV | GIM | SNG |
| -- | ------------------- | -- | -- | -- | --- | -- | --- | -- | --- | --- | --- |
| 4  | Andrej Tavželj      | 6  | 0  | 1  | 1   | 2  | -1  | 0  | 0   | 0   | 1   |
| 8  | Žiga Jeglič         | 6  | 1  | 2  | 3   | 10 | 0   | 0  | 0   | 0   | 11  |
| 9  | Tomaž Razingar      | 6  | 3  | 1  | 4   | 4  | -6  | 1  | 0   | 0   | 14  |
| 10 | Mitja Šivic         | 4  | 0  | 1  | 1   | 2  | -2  | 0  | 0   | 0   | 1   |
| 12 | David Rodman        | 6  | 1  | 3  | 4   | 2  | -4  | 0  | 1   | 0   | 15  |
| 14 | Matej Hočevar       | 6  | 0  | 2  | 2   | 6  | -1  | 0  | 0   | 0   | 1   |
| 15 | Blaž Gregorc        | 6  | 0  | 2  | 2   | 4  | -4  | 0  | 0   | 0   | 7   |
| 17 | Žiga Pavlin         | 3  | 0  | 0  | 0   | 0  | 0   | 0  | 0   | 0   | 0   |
| 18 | Greg Kužnik         | 6  | 0  | 1  | 1   | 0  | -1  | 0  | 0   | 0   | 10  |
| 19 | Žiga Pance          | 6  | 0  | 0  | 0   | 2  | -3  | 0  | 0   | 0   | 5   |
| 21 | Klemen Pretnar      | 3  | 0  | 0  | 0   | 0  | +1  | 0  | 0   | 0   | 1   |
| 22 | Marcel Rodman       | 6  | 0  | 3  | 3   | 4  | -4  | 0  | 0   | 0   | 7   |
| 23 | Damjan Dervarič     | 6  | 0  | 0  | 0   | 0  | -2  | 0  | 0   | 0   | 6   |
| 24 | Rok Tičar           | 5  | 3  | 0  | 0   | 2  | +2  | 0  | 1   | 0   | 16  |
| 26 | Jaka Ankerst        | 3  | 0  | 0  | 0   | 2  | 0   | 0  | 0   | 0   | 1   |
| 28 | Aleš Kranjc         | 6  | 1  | 0  | 1   | 8  | -1  | 0  | 1   | 0   | 8   |
| 51 | Mitja Robar         | 6  | 0  | 2  | 2   | 4  | -3  | 0  | 0   | 0   | 7   |
| 55 | Robert Sabolič      | 6  | 1  | 3  | 3   | 0  | 0   | 0  | 0   | 0   | 24  |
| 71 | Boštjan Goličič     | 6  | 2  | 1  | 1   | 0  | +2  | 0  | 0   | 0   | 7   |
| 76 | Rok Pajič           | 6  | 2  | 1  | 1   | 6  | -3  | 0  | 0   | 0   | 13  |
| 84 | Andrej Hebar        | 6  | 1  | 0  | 0   | 4  | 0   | 0  | 0   | 0   | 12  |
| 86 | Sabahudin Kovačevič | 6  | 0  | 0  | 0   | 0  | 0   | 0  | 0   | 0   | 1   |